# Карнак (городище)
Карнак — средневековое городище в Туркестанской области Казахстана. Расположено на южной окраине современного села Карнак, находящегося в подчинении городской администрации Кентау.
В Средние века город Карнак также был известен как Шагильджан и Ишкент.
Городище Карнак представляет собой трапециевидный в плане холм размерами приблизительно 100×150 м и высотой 5—6 м. По периметру сохранились остатки земляного вала высотой до 1,5 м.
В северо-восточной части городища находилась цитадель размерами 70×60 м, достигавшая 6 м в высоту. Входные ворота цитадели были ориентированы на юго-запад. Остальную территорию занимал шахристан.
В 1947 году Карнак обследовала Южно-Казахстанская археологическая экспедиция под руководством А. Н. Бернштама, в 1986 году — экспедиция Института истории, археологии и этнографии под руководством К. М. Байпакова.